# Lycium armatum
Lycium armatum är en potatisväxtart som beskrevs av William Griffiths. Lycium armatum ingår i släktet bocktörnen, och familjen potatisväxter. Inga underarter finns listade i Catalogue of Life.